# Aeropuerto La Florida (Colombia)
Aeropuerto La Florida is een luchthaven in de Colombiaanse stad Tumaco.